# Gassim Cherif Mahamat
Gassim Chérif Mahamat est un journaliste et homme politique tchadien. Il est ministre porte-parole du gouvernement du second gouvernement d'Allamaye Halina.

## Biographie
Originaire de la région du Barh El Gazel, Gassim Chérif Mahamat est diplômé en journalisme à Sciences Po Toulouse. Il obtient aussi une maîtrise en relations publiques internationale de l'université libre du Burkina. Cherif Mahamat a été  journaliste reporter à l’office nationale de radio et télévision (ONAMA).
Il est un ancien rebelle membre de plusieurs mouvements armés dont le Conseil de commandement militaire pour le salut de la République (CCMSR) dont il est le porte-parole et chargé des relations extérieures.
En mars 2022, il participe avec le CCMSR au pré-dialogue entre le gouvernement de la transition et les politico-militaires au Qatar. Fin mars 2022, le CCMSR décide de suspendre sa participation au pré-dialogue pour motif « la présence de faux opposant ».
Quelques jours après la suspension du CCMSR de sa participation au pré-dialogue, Gassim Chérif désapprouve le président du mouvement et décide de regagner le dialogue, une décision qui installe une division au sein du mouvement et conduit par la suite à sa suspension du mouvement,.
En août 2022, Gassim Chérif décide de rentrer au pays et de participer au dialogue national inclusif et souverain (DNIS) afin de « donner le bénéfice du doute à la junte au pouvoir ». confit-il.
En novembre 2022, conformément aux résolutions du DNIS, il est désigné membre du Conseil national de transition (CNT) aux côtés des autres politico-militaires,. Au cours de son mandat, il est 7e vice-président et rapporteur général de la Commission Défense, Sécurité, Paix et Réconciliation au sein de l'hémicycle.
Le 6 février 2025, il est nommé ministre porte-parole du gouvernement dans le gouvernement Halina II en remplaçant Abderaman Koulamallah.